# Antonov An-24

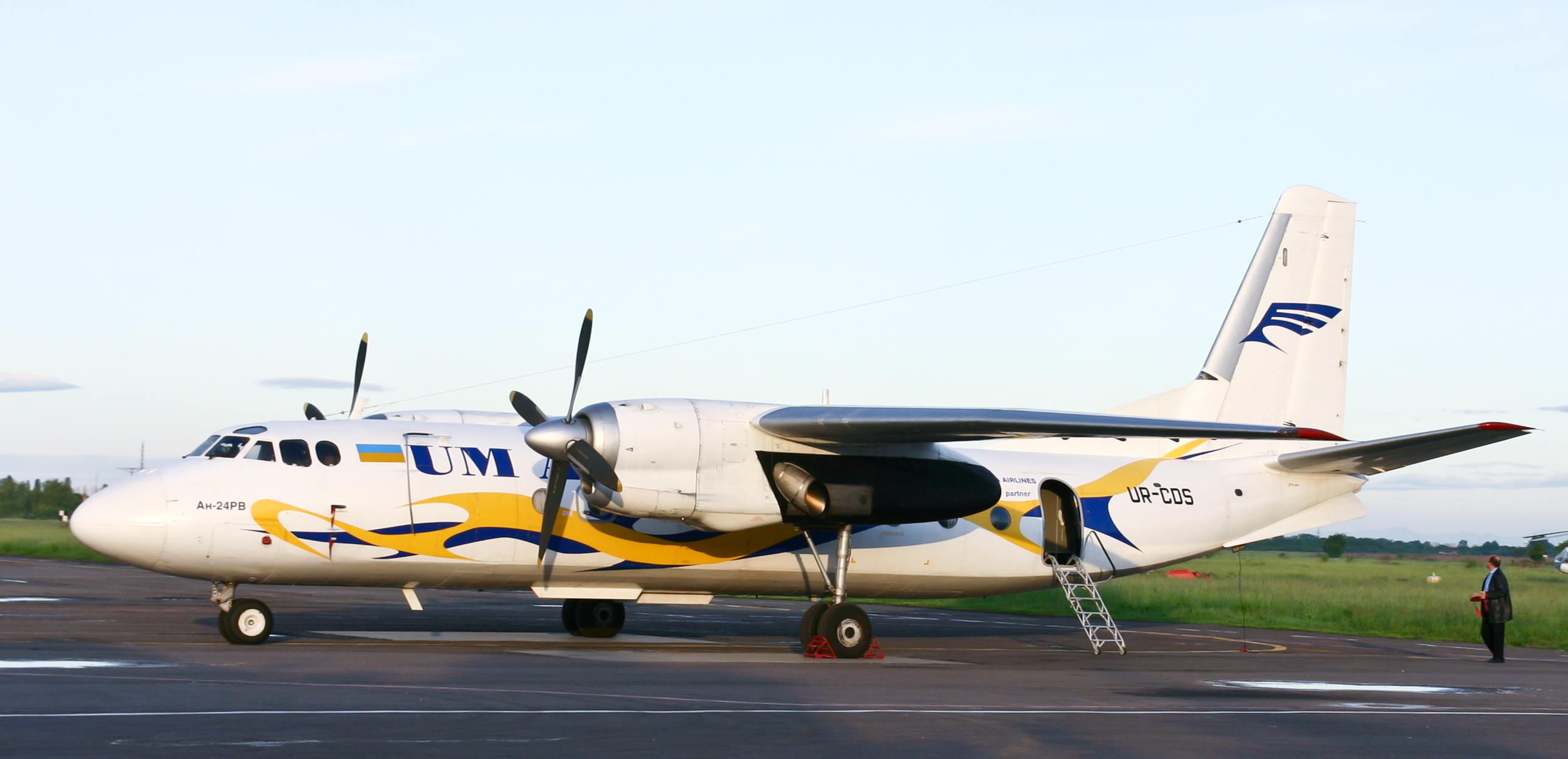
En Antonov An-24RV tillhörande Ukraina

Antonov An-24 är ett flygplan som tillhör familjen An-26, An-30 och An-32. Flygplanet drivs med två stycken Ivtjenko/Progress turbopropmotorer på vardera 1887 kW kopplade till fyrbladiga propellrar med justerbar propellerbladvinkel (constant speed/variable pitch-propeller). An-24 flögs för första gången år 1959 och har tillverkats i 1332 exemplar hittills och tar maximalt 52 passagerare. Idag produceras endast planet av tillverkaren Xian aircraft i Kina, och då under namnet Xian Y-7.
Rysslands president Dmitrij Medvedev manade till skrotning av denna flygplanstyp under 2011. Detta efter att ett flygplan av denna typ havererade i floden Ob i Sibirien den 11 juli 2011 och orsakade minst sex stycken dödsfall. 

## Flygbolag
- Angara